# Fehér libatop
A fehér libatop (Chenopodium album) a disznóparéjfélék családjába tartozó növényfaj, a magyarországi kertek, szántóföldek egyik leggyakoribb gyomnövénye. Fiatal levelei és megőrölt magja ehető, Észak-Indiában régóta termesztett haszonnövény.

## Egyéb elnevezései
Fehér libatalp, lágyparéj, libaparéj, lisztes laboda, burján, libatop, cigányparéj, fostos paréj, laboda, lisztes paraj, östörparéj, pulykakása. Mind magyar, mind tudományos (hen: liba, podion: lábacska) nevét libalábra emlékeztető fiatal leveleiről kapta.

## Külseje
A fehér libatop egyéves, kétszikű, magról kelő növény. Szára egyenes, felálló, a talaj nedvességétől és tápanyagtartalmától függően 20–200 cm magas, erősen elágazó; oldalágai is felfelé törekvőek. Zöld szárán tompa, néha bepirosodó, hosszanti barázdák láthatók. Gyökere vastag, erőteljesen elágazó karógyökér. Levelei változatos alakúak, rombuszos-tojásdadtól a lándzsásig, szélük egyenetlenül fogazott. Az alsó levelek kb. olyan szélesek, mint amilyen hosszúak; a szár közepén már kétszer hosszabbak szélességüknél. A levelek kopaszak, elsősorban a fonákjukon erősen "lisztesek" (viaszosak).
Június közepétől késő őszig virít. Virágzata piramis alakú, gomolyos fürtvirágzat. Apró virágai zöldek, szirom nélküliek és a levelekhez hasonlóan fehéren lisztporosak; porzót és bibét egyaránt tartalmaznak.
Magjai aprók, feketék, kissé csíkozottak, folyamatosan érnek. Egy növény akár 20 ezer magot is hozhat.
Kromoszómaszáma n=9, de többnyire különböző poliploid változataival lehet találkozni. Az általánosan elterjedt vad formája hexaploid (6n=54), míg a termesztett változat tetraploid (4n=36), de 18-108 között többféle kromoszómaszámú növény megtalálható.

## Elterjedése és termőhelye
A fehér libatop ma az egész világon elterjedt a mérsékelt és szubtrópusi zónában: Eurázsiában, Amerikában, Afrikában, Ausztráliában és Óceániában. Eredeti hazája talán a Himalája térségében lehetett. Pakisztánban egészen 4300 m magasságig nő. A megbolygatott, nagy tápanyagtartalmú talajokban érzi jól magát és gyomnövényként tömegesen fordul elő. Már a neolitikum óta kíséri az emberi kultúrákat. Magyarországon az egyik leggyakoribb egyéves gyomnövény, szántóföldeken, kertekben, parlagon hagyott területeken, útszéleken mindenütt közönséges. A talaj pH-ját 4,5-8,3 között tolerálja.
Észak-Indiában és Dél-Afrikában termesztett kultúrnövény.  

## Felhasználása
Bár rendszeresen irtott gyomnövény, a fehér libatop ehető is; magas kalcium-, vas- és fehérjetartalmával a spenóthoz hasonlóan felhasználható levélzöldségféle lehet (csak fiatal 20–30 cm-es példányai vagy később hajtáscsúcsai). Salátának és levesnek lehet felhasználni, kissé hosszabb főzési időt igényel, mint a spenót. Összegyűjtött, megszárított és megőrölt magvai a hajdinaliszthez hasonlóan alkalmazhatóak a konyhában.
Takarmányozásra is alkalmas, de ha oxálsavtartalma magasabb, nagy mennyiségben etetve a háziállatokkal akár toxikus tüneteket is okozhat. Az oxálsav főzés közben részben lebomlik, de vesekő, köszvény, hiperacidózis esetén nem javasolt a fogyasztása. A növény kisebb mennyiségben mérgező szaponinokat is tartalmaz, de ezek csak kevéssé szívódnak fel és tüneteket többnyire nem okoznak. A túlműtrágyázott talajokban növő libatop leveleiben nitrátokat halmoz fel.

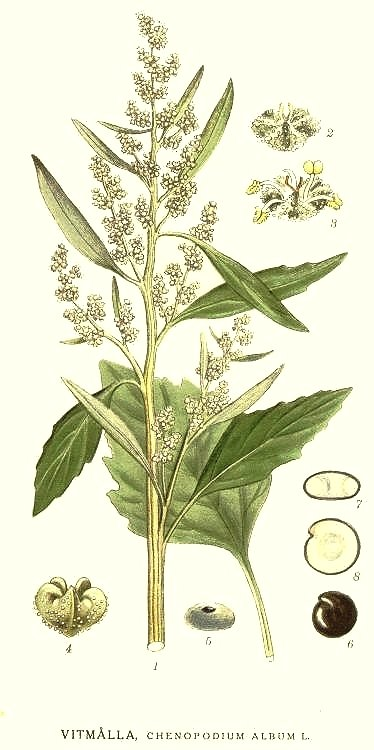
Fehér libatop egy svéd botanikakönyvben
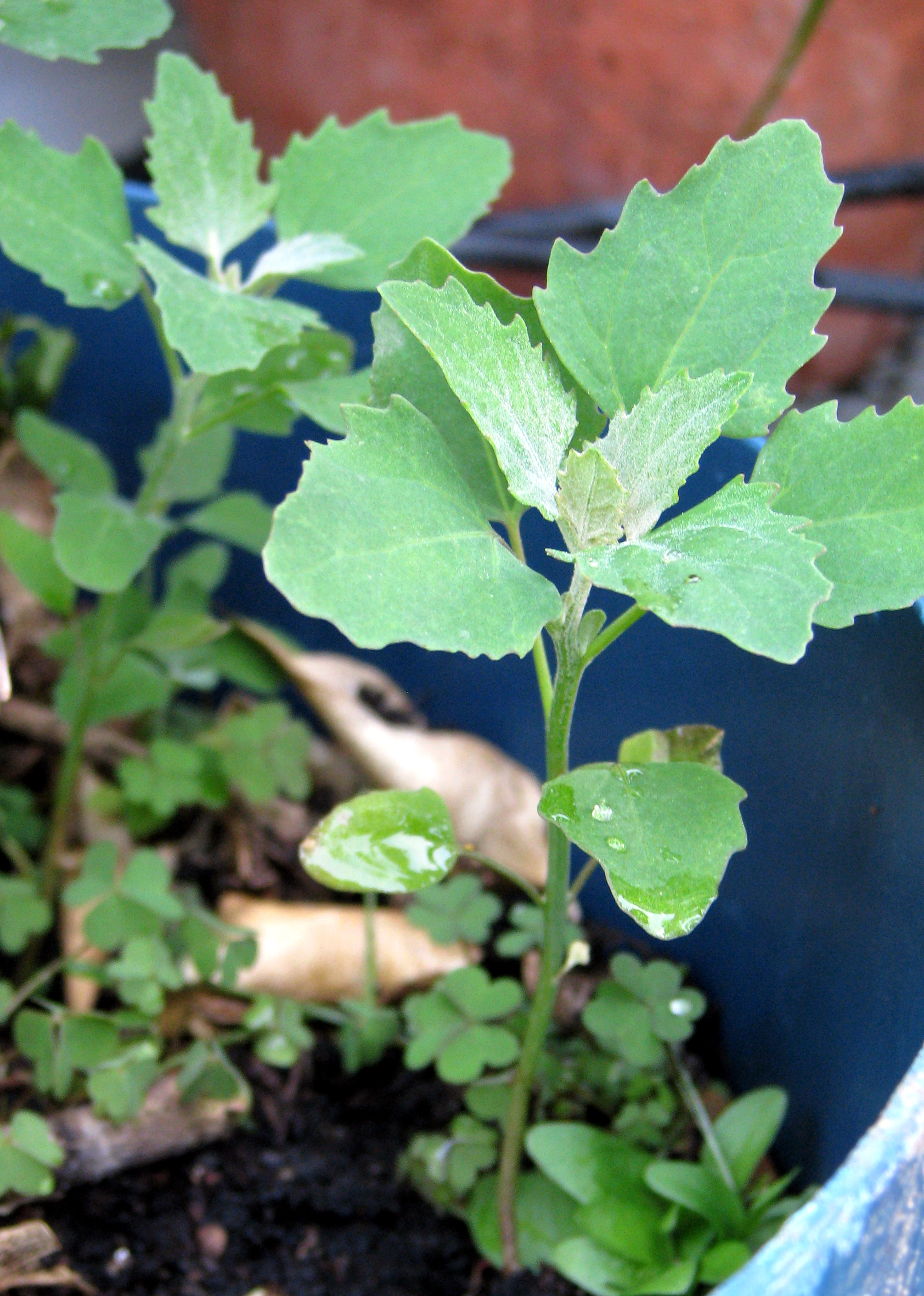
Fiatal növény
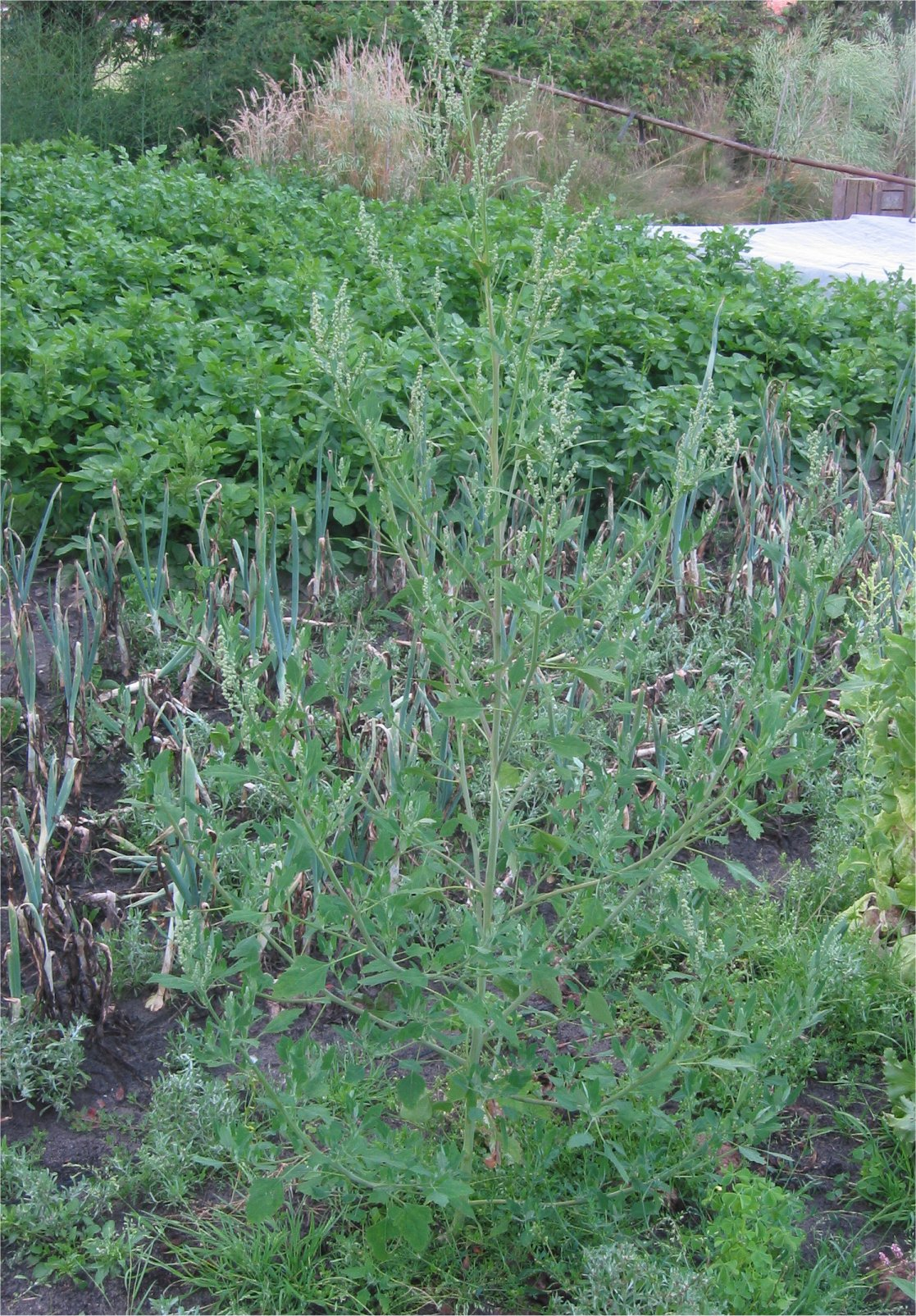
Kifejlett példány
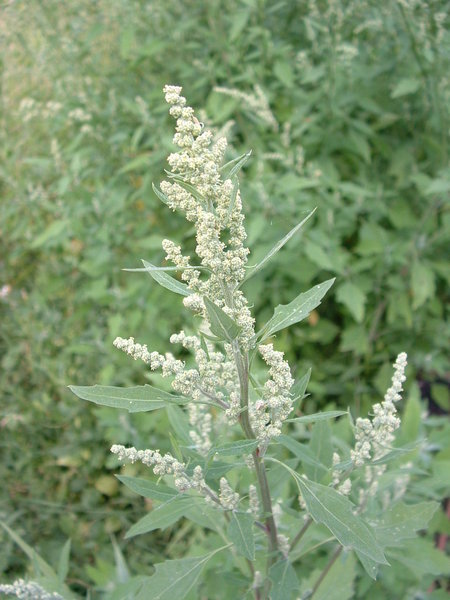
Virágzata
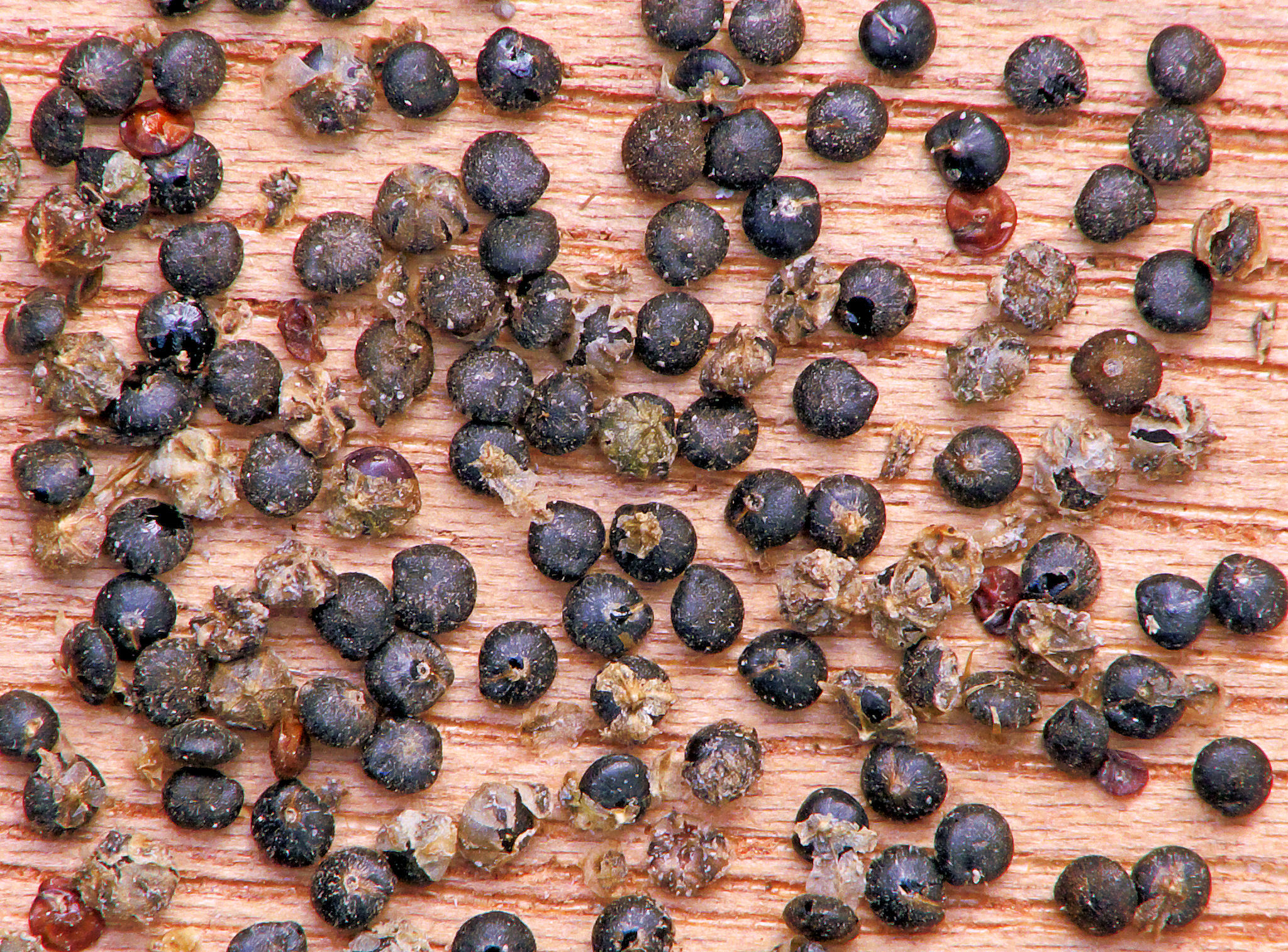
Magvai